# Manfred Papst
Manfred Papst (* 1956 in Davos) ist ein Schweizer Journalist.   

## Leben
Manfred Papst studierte von 1975 bis 1983 Sinologie, Germanistik und Kunstgeschichte in Zürich, was er mit einer Arbeit zur Übersetzbarkeit chinesischer Lyrik abschloss. Danach absolvierte er bis 1987 noch ein  Zusatzstudium in Geschichte. Er war freiberuflich als Korrektor, Lektor, Übersetzer und Herausgeber für verschiedene Verlage tätig und wirkte als Deutschlehrer. Er arbeitete beim Schweizerischen Nationalfonds (SNF) an der Edition der Werke und Briefe Friedrich Glausers mit. Von 1989 bis 2001 war er Programmleiter des NZZ-Buchverlags und von 2002 bis 2017 Ressortleiter Kultur der NZZ am Sonntag, deren Kulturredaktion er weiterhin angehört. Er war von 2003 bis 2011 acht Jahre lang Präsident der Thomas Mann Gesellschaft Zürich und von 2012 bis 2020 Präsident der Gottfried Keller-Gesellschaft.
Papst erhielt 2005 den Zürcher Journalistenpreis und 2015 den Alfred-Kerr-Preis für Literaturkritik.

## Publikationen (Auswahl)
- Der Jadehumpen. Chinesische Gedichte in deutschen Übertragungen. Lizentiatsarbeit. Ostasiatisches Seminar der Universität Zürich, Zürich 1983.
- mit Julia Papst (Hrsg.): Die schönsten jüdischen Liebesgeschichten, von Heinrich Heine bis Isaac Bashevis Singer. Diogenes, Zürich 1984.
- (Hrsg.): Über George Orwell. Übersetzt von Matthias Fienbork. Diogenes, Zürich 1984.
- Remedur der Ruhelosigkeit. Reflexion zu: Johann Sebastian Bach: Was frag ich nach der Welt, Kantate BWV 94. Anlässlich der Aufführung in der reformierten Kirche Trogen am 15. August 2015.[4]
  - Als DVD: Mit Nuria Rial, Margot Oitzinger, Daniel Johannsen, Dominik Wörner; Chor und Orchester der J. S. Bach-Stiftung, Rudolf Lutz. Samt Einführungsworkshop sowie Reflexion von Manfred Papst. Gallus Media, 2015.